# 里约昂瓦勒
里约昂瓦勒（法語：Rieux-en-Val，法語：[ʁjø ɑ̃ val] ⓘ，意为“谷地的里约”）是法国奥德省的一个市镇，位于该省中北部，属于卡尔卡松区。

## 地理
里约昂瓦勒（43°4'54"N, 2°31'51"E）面积6.9 平方千米，位于法国奧克西塔尼大區奥德省，该省份为法国南部沿海省份，北起塔恩省，西北接上加龙省，西接阿列日省，南至东比利牛斯省，东临地中海，东北与埃罗省接壤。
与里约昂瓦勒接壤的市镇（或旧市镇、城区）包括：科内特昂瓦勒、拉格拉斯、迈罗讷、塞尔维耶斯昂瓦勒、托里兹。

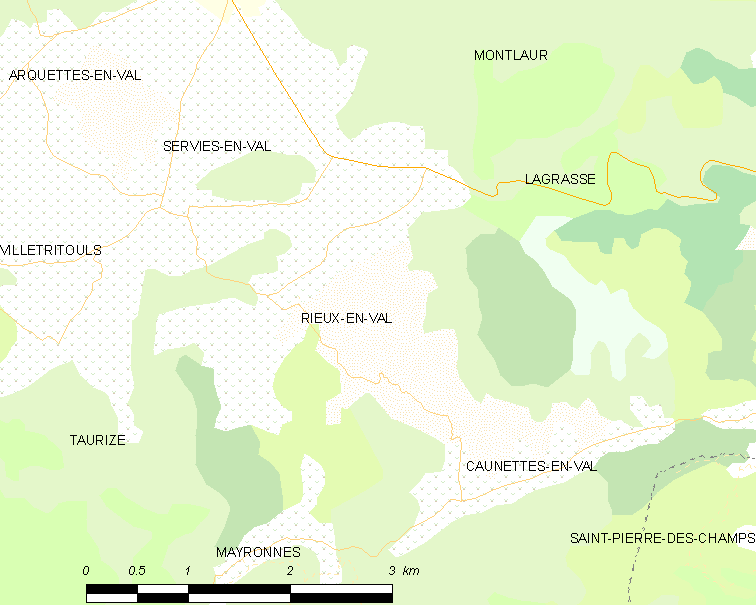
里约昂瓦勒的OSM定位图

里约昂瓦勒的时区为UTC+01:00、UTC+02:00（夏令时）。

## 行政
里约昂瓦勒的邮政编码为11220，INSEE市镇编码为11314。

## 政治
里约昂瓦勒所属的省级选区为亚拉里克山县。

## 人口

1962-2008年间里约昂瓦勒人口变化图示

里约昂瓦勒于2022年1月1日时的人口数量为86人。